# Maria Nilsson
Hanna Maria Heldina Nilsson, född 7 juni 1979 i Säffle församling, Värmlands län, är en svensk ämbetsman och politiker (liberal), som är  statssekreterare på Utbildningsdepartementet hos utbildningsminister Mats Persson sedan 2022.
Hon var tidigare riksdagsledamot 2018–2022 och Liberalernas partisekreterare 13 april – 17 oktober 2022.

## Biografi
Nilsson har en magisterexamen i statsvetenskap från Göteborgs universitet och har studerat ryska på Lunds universitet. Hon har verkat vid Forum för levande historia och arbetat med Sida-finansierade program i Ukraina och Belarus. Hon är (2022) tjänstledig från en tjänst som undervisningsråd på Skolverket.
Hon började engagera sig politiskt år 2010 och har varit vice ordförande för Liberala kvinnor och adjungerad i Liberalernas partistyrelse.
2018–2022 var Nilsson riksdagsledamot, invald för Göteborgs kommuns valkrets. Hon var som riksdagsledamot Liberalernas högskole- och forskningspolitiska talesperson. Hon kandiderade inte för omval till riksdagen 2022.